# Банихівський заказник
Банихівський — гідрологічний заказник місцевого значення. Об'єкт розташований на території Звенигородського району Черкаської області, село Вільхівець.
Площа — 19 га, статус отриманий у 1998 році.
Охороняється комплекс водно-болотних угідь з типовою рослинністю